# Eto Nabuli

a Compétitions nationales et continentales officielles uniquement.

b Matchs officiels uniquement.
Dernière mise à jour le 28 juin 2021.
Eto Nabuli, né le 24 août 1988 à Sigatoka (Fidji), est un joueur international fidjien de rugby à XIII  et international australien de rugby à XV évoluant au poste d'ailier. Il mesure 1,97 m pour 112 kg.

## Carrière

### En club
Eto Nabuli commence sa carrière de rugbyman professionnel sur le tard, après avoir été repéré en 2012 par les anciens internationaux australiens de rugby à XIII Andrew Johns et Brad Fittler, en visite dans les îles Fidji pour promouvoir leur sport. Nabuli n’était alors qu’un joueur amateur de rugby à XV, et travaillait en tant que portier dans un hôtel aux Fidji, quand les deux recruteurs sont tombés au hasard sur lui. Impressionnés par son physique, ils lui ont rapidement proposé de rejoindre l'Australie et National Rugby League.
Il commence donc sa carrière professionnelle en New South Wales Cup (deuxième division régionale) et le club des Windsor Wolves (en). Il y fait une très bonne saison où il inscrit trente essais, le faisant terminer en tête du classement des meilleurs marqueurs de la compétition et il est également nommé dans l'équipe de l'année,. 
En 2014, après que  les Winsdor Wolves aient quittés la NSW Cup, il rejoint la réserve des Penrith Panthers évoluant dans ce même championnat, et il atteint la finale avec son nouveau club.
Il quitte en 2015 les Panthers pour le club de NRL de St. George Illawarra Dragons pour un contrat d'une saison, rejetant au passage une offre de la franchise australienne de rugby à XV de la Western Force. Il effectue alors une solide saison avec treize matchs disputés pour sept essais inscrits.
Bien qu'il ait initialement prolongé son contrat avec les Dragons d'une saison, il quitte finalement le rugby à XIII pour rejoindre le XV en rejoignant la franchise des Queensland Reds pour la saison 2016 de Super Rugby,. Sa première saison se termine sur un bilan mitigé : il dispute les quinze matchs de son équipe comme titulaire mais pour seulement un essai inscrit. Il effectue ensuite une saison 2017 davantage réussie, où il dispute encore la totalité des matchs de son équipe comme titulaire, mais cette fois il finit meilleur marqueur de son équipe avec sept essais inscrits, dont un triplé contre la Western Force,. Il prolonge ensuite son contrat avec les Reds pour une saison supplémentaire.
En plus du Super Rugby, il évolue également avec la franchise du Queensland Country en NRC (championnat national australien) depuis 2016.
En avril 2018, il signe un contrat d'un an avec l'Union Bordeaux Bègles en Top 14 à compter de la saison 2018-2019,. Au terme de la saison, après des performances décevantes, il n'est pas conservé par le club girondin,.
Il retourne ensuite jouer dans son pays natal, où il dispute quelques tournois de rugby à sept.
À partir de 2020, il fait son retour à XIII avec l'équipe australienne des Wentworthville Magpies (en) en Ron Massey Cup,.

### En équipe nationale

#### Rugby à XIII
Eto Nabuli est sélectionné pour évoluer avec l'équipe des Fidji de rugby à XIII pour la première fois en mai 2014. Il obtient un total de deux sélections entre 2014 et 2015.

#### Rugby à XV
En mai 2016, Eto Nabuli fait partie du groupe australien sélectionné par Michael Cheika pour recevoir l'équipe d'Angleterre dans le cadre de la tournée d'été 2016. Il jouera cependant aucun match lors de cette tournée.
Un an après, en juin 2017, il est à nouveau sélectionné par Cheika à l'occasion de la série de test-matchs de juin. Il obtient finalement sa première cape internationale avec les Wallabies le 17 juin 2017 à l’occasion du test-match contre l'équipe d'Écosse à Sydney. 

## Palmarès

### En club
- Finaliste de la NSW Cup en 2014 avec les Penrith Panthers.

### En équipe nationale

#### Rugby à XIII
- 2 sélections avec les Fiji Warriors
- 0 point

#### Rugby à XV
- 1 sélection avec les Wallabies
- 0 point